# Skansen Pastewnik
Pastewnik – muzeum, jedyny w Polsce żywy skansen, gromadzący zabytki architektury drewnianej z terenu Ziemi Przeworskiej. Znajduje się w Przeworsku, na lewym brzegu Mleczki, w pobliżu zespołu pałacowo-parkowego Lubomirskich tuż przy drodze międzynarodowej E40 w kierunku Rzeszowa.

## Historia
Istnienie tego unikatowego skansenu łączącego ochronę architektury drewnianej z funkcjami hotelarsko-gastronomicznymi jest efektem „przeworskiego zamysłu” skutecznego ratowania drewnianego budownictwa. Inicjatorem powstania Pastewnika był przeworski regionalista Stanisław Żuk. Wiele drewnianych budynków znajdujących się na terenie miasta i powiatu przeworskiego zostało uratowanych przed rozbiórką i przeniesionych w jedno miejsce. W założeniach skansen ma zostać utworzony na wzór typowego galicyjskiego miasteczka, z rynkiem pośrodku, oraz tradycyjnej galicyjskiej wsi. Dziś skansen – motel pełni funkcję hotelarską i gastronomiczną. Wielokrotnie otrzymywał tytuł Mistrza Campingu i Caravaningu.

## Zbiory
Zbiory skansenu obejmują następujące obiekty architektury drewnianej z XVII-XX wieku, przeniesione z terenu miasta i okolicy:
- Dwór z Krzeczowic – XVII-wieczny budynek z drewna modrzewiowego, obiekt parterowy, z gankiem i tympanonem wspartym na czterech kolumnach, z dachem polskim, łamanym, czterospadowym kryty gontem. Uznany za najcenniejszy zabytek tego typu w województwie. Obecnie pełni funkcję hotelową[2].
- Dom Gacki – wybudowany w 1924 we wsi Gać jako siedziba władzy samorządowej i organizacji kulturalno-oświatowych. W 1980 przekazany do Skansenu Pastewnik, a w 1983 oddany do użytku. Jest to piętrowy budynek o wieńcowo-węgłowej konstrukcji ścian z dwuspadowym krytym dachówką dachem. Składa się z 4 alkierzy, 2 werand i sieni. Pełni obecnie funkcję hotelową[2].
- Dom i kuźnię rodziny Sowińskich – obiekt obejmujący budynek mieszkalny i warsztat rzemieślniczy, powstały w połowie XIX wieku, zlokalizowany wcześniej przy ul. Lwowskiej 8. Część mieszkalna wykonana została z drewnianych bali o konstrukcji węgłowej, zaś budynek kuźni wzniesiona częściowo z cegły. Całość pokrywa dach trzyspadowy, kryty gontem. Obiekt oddano do użytku w 1986. Obecnie pełni funkcję restauracji[2].
- Dom rodziny Krzanów – obiekt wzniesiony na przełomie XVIII/XIX wieku, którego właściciele trudnili się wyrobem płótna. Jest to parterowy dom mieszczański o wymiarach 8,4 m na 20,16 m z czterospadowym dachem krytym gontem, pierwotnie znajdujący się przy ul. Słowackiego. Obecnie pełni funkcję zaplecza kuchenno-gospodarczego[2].
- Dom Maślarza – XIX-wieczny dom mieszczański będący własnością rodziny burmistrza Walentego Rybackiego, zlokalizowany wcześniej przy ul. Piłsudskiego, w domu tym uszlachetniano masło skupowane od okolicznych chłopów i eksportowano nawet do Wiednia[2].
- Dom rodziny Urbanów – XIX-wieczny budynek o wymiarach 5,12 m na 6,44 m składa się z jednej izby o wymiarach 21 m² i sieni 7,7 m². Czterospadowy dach pokryty jest gontem łupanym. Obiekt przeniesiony z ul. Cichej mieści obecnie recepcję[2].
- Dom Leona Trybalskiego – XIX-wieczny typowy, mały domek tkacza, pierwotnie zlokalizowany przy ul. Wałowej 9, mieszczący izbę mieszkalną, sień-warsztat i magazynek surowca[2].
- Chałupa rodziny Kotlińskich – budynek z 1780 znajdujący się pierwotnie przy ul. Węgierskiej 7. Jest to obiekt dwutraktowy, z drewna sosnowego i jodłowego o węgłowej konstrukcji ścian, z czterospadowym, krytym słomą dachem i z krytą gontem kalenicą, rzadki w województwie przykład budownictwa przysłupowego[2].
- Chałupa rodziny Surówków – XIX-wieczny dom przedmiejski, dwutraktowy z dachem czterospadowym, krytym słomą[2].